# Chapelwaite
Chapelwaite ist eine US-amerikanische Horrorserie, die auf der Kurzgeschichte Briefe aus Jerusalem des amerikanischen Schriftstellers Stephen King basiert. Sie wurde von Peter und Jason Filardi geschrieben und am 22. August 2021 erstmals auf Epix ausgestrahlt. Seit dem 11. November 2021 ist die Serie auf MagentaTV zu sehen. Die Serie sollte um eine zweite Staffel verlängert werden. Im November 2023 gab Jason Filardi aber bekannt, dass es keine zweite Staffel geben wird.

## Handlung
In der auf Stephen King basierenden Kurzgeschichte Briefe aus Jerusalem zieht Captain Charles Boone (Adrien Brody) in den 1850er-Jahren mit seinen drei Kindern auf das Familienanwesen Chapelwaite seiner Vorfahren. Dort bringt er düstere Geheimnisse ans Tageslicht, die seine Familie bereits seit Generationen plagen.

## Besetzung
| Rolle             | Schauspieler          |
| ----------------- | --------------------- |
| Charles Boone     | Adrien Brody          |
| Loa Boone         | Sirena Gulamgaus      |
| Tane Boone        | Ian Ho                |
| Honor Boone       | Jennifer Ens          |
| Rebecca Morgan    | Emily Hampshire       |
| Mary Dennison     | Trina Corkum          |
| Apple Girl        | Genevieve DeGraves    |
| Martin Burroughs  | Gord Rand             |
| Jakub             | Christopher Heyerdahl |
| Ann Morgan        | Allegra Fulton        |
| Dr. J.P. Guilford | Dean Armstrong        |

## Kritiken
„Die Vorlage ist eine Art „Briefroman“, ähnlich dem Auftakt von Bram Stokers „Dracula“. Und die naheliegende, von ihren Bewohnern verlassene Stadt Jerusalem‘s Lot gehört zu den beklemmendsten Orten, die King in seiner Karriere beschrieben hat. Man darf gespannt sein, wie die Brüder Peter und Jason Filardi diese Sphäre umsetzen. Happy Horror!“

„Feinster Horror aus der Feder von Stephen King“